# Parigi-Tours 1991
La Parigi-Tours 1991, ottantacinquesima edizione della corsa, valevole come undicesima prova della Coppa del mondo 1991, si svolse il 13 ottobre 1991 per un percorso totale di 286 km. Fu vinta dal belga Johan Capiot al traguardo con il tempo di 7h26'48" alla media di 38,406 km/h.
Partenza a Parigi con 189 ciclisti di cui 166 portarono a termine il percorso.

## Ordine d'arrivo (Top 10)
| Pos. | Corridore          | Squadra      | Tempo    |
| ---- | ------------------ | ------------ | -------- |
| 1    | Johan Capiot       | TVM-Sanyo    | 7h26'48" |
| 2    | Olaf Ludwig        | Panasonic    | s.t.     |
| 3    | Nico Verhoeven     | PDM-Concorde | s.t.     |
| 4    | Adrie van der Poel | Tulip Comp.  | s.t.     |
| 5    | Rolf Sørensen      | Ariostea     | s.t.     |
| 6    | Peter Pieters      | Tulip Comp.  | s.t.     |
| 7    | Laurent Jalabert   | Toshiba      | s.t.     |
| 8    | Frankie Andreu     | Motorola     | s.t.     |
| 9    | Johan Museeuw      | Lotto        | s.t.     |
| 10   | Rudy Verdonck      | Weinmann     | s.t.     |